# Granica zapaljivosti
Smeše dispergovanih zapaljivih materijala (kao što su gasovita ili isparena goriva i neke prašine) i kiseonika u vazduhu sagorevaju samo ako koncentracija goriva leži unutar dobro definisanih donjih i gornjih granica određenih eksperimentalno, koje se nazivaju granice zapaljivosti ili granice eksplozivnosti. Sagorevanje može varirati u nasilju od deflagracije do detonacije.
Granice variraju u zavisnosti od temperature i pritiska, ali se obično izražavaju u procentima zapremine na 25 °C i atmosferskom pritisku. Ova ograničenja su relevantna za stvaranje i optimizaciju eksplozije ili sagorevanja, kao u motoru, ili za njihovo sprečavanje, kao kod nekontrolisanih eksplozija nakupina zapaljivog gasa ili prašine. Postizanje najbolje zapaljive ili eksplozivne mešavine goriva i vazduha (stehiometrijska proporcija) je važno u motorima sa unutrašnjim sagorevanjem kao što su benzinski ili dizel motori.
Standardni referentni rad je i dalje onaj koji je razradio Majkl Džordž Zabetakis, specijalista za požarnu bezbednost, koristeći aparat koji je razvio Biro za rudarstvo Sjedinjenih Država.

## Limiti

### Donja granica zapaljivosti
Donja granica zapaljivosti (LFL): Najniža koncentracija (procenat) gasa ili pare u vazduhu koja može da proizvede bljesak vatre u prisustvu izvora paljenja (luk, plamen, toplota). Mnogi stručnjaci za bezbednost smatraju da je termin isti kao niži nivo eksplozivnosti (LEL). Pri koncentraciji u vazduhu nižoj od LFL, mešavine gasova su „previše mršave“ da bi sagorele. Gas metan ima LFL od 4,4%. Ako atmosfera ima manje od 4,4% metana, ne može doći do eksplozije čak ni ako je prisutan izvor paljenja. Iz perspektive zdravlja i bezbednosti, koncentracija LEL se smatra neposredno opasnom po život ili zdravlje (IDLH), gde ne postoji stroža granica izloženosti zapaljivom gasu.
Očitavanje procenta na monitorima zapaljivog vazduha ne treba mešati sa LFL koncentracijama. Eksplozimetri projektovani i kalibrisani za određeni gas mogu pokazati relativnu koncentraciju atmosfere u odnosu na LFL – LFL je 100%. Očitavanje LFL od 5% za metan, na primer, bilo bi ekvivalentno 5% pomnoženom sa 4,4%, ili približno 0,22% zapremine metana na 20 stepeni C°. Kontrola opasnosti od eksplozije se obično postiže dovoljnom prirodnom ili mehaničkom ventilacijom, da ograniči koncentraciju zapaljivih gasova ili para na maksimalni nivo od 25% njihove donje granice eksplozivnosti ili zapaljivosti.

### Gornja granica zapaljivosti
Gornja granica zapaljivosti (UFL): Najviša koncentracija (procenat) gasa ili pare u vazduhu koja može da proizvede bljesak vatre u prisustvu izvora paljenja (luk, plamen, toplota). Koncentracije veće od UFL ili UEL su „prebogate” za sagorevanje. Rad iznad UFL se obično izbegava zbog bezbednosti, jer curenje vazduha može dovesti smešu u opseg zapaljivosti.

### Uticaj temperature, pritiska i sastava
Granice zapaljivosti smeša nekoliko zapaljivih gasova mogu se izračunati korišćenjem Le Šateljeovog pravila mešanja za zapaljive zapreminske frakcije {\displaystyle x_{i}}:
{\displaystyle LFL_{\text{mix}}={\frac {1}{\sum _{i}{\frac {x_{i}}{LFL_{i}}}}}}
i slično za UFL.
Temperatura, pritisak i koncentracija oksidatora takođe utiču na granice zapaljivosti. Viša temperatura ili pritisak, kao i veća koncentracija oksidatora (prvenstveno kiseonika u vazduhu), rezultiraju nižim LFL i većim UFL, te će gasna smeša lakše eksplodirati.
Obično atmosferski vazduh snabdeva kiseonik za sagorevanje, a granice pretpostavljaju normalnu koncentraciju kiseonika u vazduhu. Atmosfere obogaćene kiseonikom poboljšavaju sagorevanje, smanjujući LFL i povećavajući UFL, i obrnuto; atmosfera bez oksidatora nije ni zapaljiva ni eksplozivna za bilo koju koncentraciju goriva (osim za gasove koji se mogu energetski razložiti čak i u odsustvu oksidatora, kao što je acetilen). Značajno povećanje udela inertnih gasova u smeši vazduha, na račun kiseonika, povećava LFL i smanjuje UFL.

## Literatura
- David R. Lide, Editor-in-Chief; CRC Handbook of Chemistry and Physics, 72nd edition; CRC Press; Boca Raton, Florida; 1991;  0-8493-0565-9